# Éditions Flammarion
Éditions Flammarion SA ist eine französische Verlagsgruppe.

## Verlage der Gruppe
Neben Flammarion selbst gehören – ohne Anspruch auf Vollständigkeit – folgende Verlage zur Gruppe:
- Arthaud[1]
- Librio[2]
- J’ai lu[3]

Flammarion ist seinerseits ein Tochterunternehmen der Verlagsgruppe Madrigall.

## Verlagsprogramm
Das Programm von Flammarion und seiner Töchter umfasst literarische Genres, Kunst, Geschichte, Ratgeber und Sachbücher für das breite Publikum, natur- und humanwissenschaftliche Themen, Geografie, Jugendbücher und humoristische Publikationen.

## Verkaufsorganisation
Die ehemaligen Ladengeschäfte der Gruppe in Frankreich, Belgien, der Schweiz und Kanada werden inzwischen von der Muttergesellschaft Groupe Madrigall betrieben.

## Geschichte
Die Gründung des Verlagshauses ist eng verbunden mit Ernest Flammarion, dem Bruder des Astronomen Camille Flammarion. Ernest publizierte Aufsätze und Alben seines Bruders, die sich an das breite Publikum wendeten. Sie erzielten im späten 19. Jahrhundert große Verkaufserfolge.
1876 gründete Ernest Flammarion gemeinsam mit dem Pariser Buchhändler Charles Marpon († 1890) die Firma Charles Marpon et Ernest Flammarion. Sie kauften das Programm der Verlagsbuchhandlung A. Lacroix, Verboeckhoven et Cie in Brüssel., in dem  Victor Hugo, Émile Zola und Jules Michelet ihre Werke veröffentlichten. Einer der ersten Erfolge war die illustrierte Ausgabe von L’Assommoir, Der Totschläger, von Émile Zola, die sie gemeinsam mit der Librairie Charpentier finanzierten. Mit den Gewinnen finanzierten sie L’Astronomie populaire von Camille Flammarion. Dieses Projekt stellte die Weiche für das Programm der nächsten 20 Jahre: Populärwissenschaftliche Themen und Ratgeber. Darunter befanden sich auch fragwürdige Publikationen. Das antisemitische Pamphlet La France Juive von Édouard Drumont fand in seinem Erscheinungsjahr 1886 62.000 Käufer. Bis 1914 wurde es mehr als 200 Mal neu aufgelegt. 1887 wurde die Reihe Ouvrages utiles und 1890 die Reihe Bibliothèque Flammarion aufgelegt. Sie umfasste Werke zur Geschichte, zur Anthropologie und zur Botanik.
Literarische Werke fanden einen Platz in der 1889 aufgelegten Sammlung Auteurs célèbres. Dort wurden die jeweils neuen Werke von Hector Malot publiziert; lange Zeit erzielten sie die höchsten Verkaufszahlen. Dort erschienen auch die authentischen Reiseberichte von Jean-Baptiste Charcot und Frederick Cook. 1902 begründete Gustave Le Bon, den man vom Verlag Félix Alcan abgeworben hatte, die Programmreihe Bibliothèque de philosophie scientifique. Im selben Jahr brachte Flammarion eine Romanreihe im Taschenbuchformat mit illustriertem Einbänden zum Preis von 95 Centimes je Exemplar heraus. Von 1905 bis 1925 feierte man Erfolge mit den Romanen von Victor Margueritte, Maurice Genevoix, Henri Barbusse und Colette; hin und wieder konnten diese auch einen Literaturpreis erringen. 1914 legen Max und Alex Fischer die Select-Collection auf, deren Bücher im Oktavformat erschien und die es auf mehrere hundert Bände brachte. 1992 erschien die Sammlung Bibliothèque des connaissances médicales, die sich später zum Programmbereich Flammarion Médecine entwickelte.
Ab 1930 erschienen die Alben von Père Castor. Sie öffneten für Flammarion den Markt der Jugendbücher. Im Januar 1945 wurden Charles und Armand Flammarion vor der Commission d’Épuration der Kollaboration mit der deutschen Besatzung beschuldigt und symbolisch mit einem Berufsverbot von einem Monat bestraft.
1958 wurde die der Taschenbuchverlag J’ai lu gegründet; zunächst als Gemeinschaftsunternehmen mit den Verlagen Robert Laffont und Éditions du Seuil. In den 1960er Jahren brachten die Verlage Garnier Frères und Flammarion gemeinsam die Klassiker-Reihe Garnier-Flammarion heraus; später wurde sie umbenannt in GF Flammarion. 1977 kaufte Flammarion den Verlag Arthaud.
In den 1990er Jahren wurden die Buchhandlungen Flammarion 4 eröffnet. Neben Büchern boten sie auch Designobjekte geringer Auflage zum Kauf an. 1998 veröffentlichte Raphaël Sorin den Roman Les Particules élémentaires von Michel Houellebecq. Seine Romane wurden weltweit übersetzt. La Carte et le Territoire von Houellebecq wurde 2010 mit dem Prix Goncourt ausgezeichnet.
Bis zum Jahr 2000 blieb Flammarion ein Familienunternehmen: Auf den Gründer Ernest Flammarion folgte 1918 sein Sohn Charles. 1967 trat Henri Flammarion dessen Erbe an; auf ihn folgte 1985 Charles-Henri Flammarion. Trotz eines Börsengangs im Juni 1996 behielt Charles-Henri Flammarion zunächst die Kontrolle über das Unternehmen. Der Börsengang erbrachte einen Erlös von mehr als einer Milliarde Francs, das entspricht rund 220 Millionen Euro.
2001 endete die Geschichte von Flammarion als Familienunternehmen: Es wurde von der italienischen RCS MediaGroup gekauft. 2012 verkaufte die RCS MediaGroup für 251 Millionen Euro Flammarion an die familiengeführte Verlagsgruppe Madrigall.